# Robert Nathan
Robert Gruntal Nathan (1894-1985) fue un novelista y poeta estadounidense. 
Nacido en Nueva York en una familia acomodada, fue educado en los Estados Unidos y Suiza, asistiendo en su juventud a la Universidad de Harvard, donde comenzó a escribir sus primeros poemas y pequeñas historias. Sin embargo, nunca concluyó estos estudios, decidiendo aceptar un empleo en una compañía publicitaria con el que pudo mantener a su familia dado que contrajo matrimonio durante su etapa universitaria. Su primera novela, "Peter Kindred" (1919), no fue muy bien acogida por la crítica, pero sus siguientes trabajos tuvieron mucha mejor suerte, entre ellos "La Esposa del Obispo" que posteriormente fue llevada con éxito al cine en la película protagonizada por Cary Grant, David Niven y Loretta Young. 
Su carrera exitosa continuó durante la década de los años 30. En 1940 escribió la que se convertiría en su novela más conocida, El Retrato de Jennie, considerada una obra maestra y llevada al cine en un filme protagonizado por Jennifer Jones y Joseph Cotten.
- Datos: Q592511